# Грант (окръг, Северна Дакота)
Вижте пояснителната страница за други населени места с името Грант.
Окръг Грант (на английски: Grant County) е окръг в щата Северна Дакота, Съединени американски щати. Площта му е 4315 km², а населението - 2376 души (2017). Административен център е град Карсън.